# François Santucci
Pour les articles homonymes, voir Santucci.
François Santucci est un comédien français né le 3 octobre 1990 à Avignon 

## Biographie

### Enfance et formation
François Santucci naît de deux parents enseignants installés à Avignon. Il est le cadet d'une famille de trois enfants. Il commence le théâtre alors qu'il a environ 12 ans. De 2003 à 2005, il fréquente les ateliers de pratique théâtrale du théâtre du Chêne noir à Avignon où il est l'élève de Raymond Vinciguerra. Gérard Gelas, le directeur du théâtre, le repère. À partir de 2006, François Santucci se voit proposer plusieurs rôles au Chêne noir.
Après ces premiers pas en Avignon, il poursuit ses études à Paris à l'école Jean Périmony, dont il sort diplômé après deux ans avant de continuer une carrière d'acteur.
De 2013 à 2020 il pratique le doublage à Paris pour de nombreux films, dessins animés et documentaires.
Il vit désormais à Avignon où il se consacre au théâtre.

## Théâtre
- 2007 : On ne badine pas avec l'amour, de Musset, mise en scène Gérard Gelas théâtre du Chêne Noir : Le Chœur
- 2009 : Fantasio d'après Musset, mise en scène Gérard Gelas, avec Christophe Alévêque (théâtre du Chêne noir) : Le Prince
- 2011 : Le Crépuscule du Che de Pablo Feinmann, mise en scène Gérard Gelas, Petit Montparnasse : Eduardo Huerta
- 2012 : Onysos le Furieux de Laurent Gaudé, avec Jacques Frantz mise en scène Emmanuel Besnault : L'Homme
- 2012 : Il était une fois... le Petit Poucet de Gérard Gelas mise en scène Emmanuel Besnault : L'Ogre/ Le Père
- 2013 : Le Chemin des Dames, de et mis en scène Gilles Langlois (Label Centenaire de la Grande Guerre) : Jean
- 2014 : La Vraie Fiancée d'Olivier Py mise en scène Emmanuel Besnault : Le Jardinier
- 2017 : Les Deux Oncles écriture collective, mise en scène Maïa Liaudois, La Luna et tournée : Georges Brassens
- 2023 : La Belle et la Bête de et mis en scène Julien Gelas, création théâtre du Chêne Noir et tournée : Le Narrateur
- 2024 : Mirèio de Frédéric Mistral mise en scène Gérard Gelas, création théâtre du Chêne Noir et tournée : Vincent
- 2024 : Marius de Marcel Pagnol, mise en scène Jean-Claude Baudracco : Marius
- 2025 : Fanny de Marcel Pagnol, mise en scène Jean-Claude Baudracco : Marius
- 2025 : César de Marcel Pagnol, mise en scène Jean-Claude Baudracco : Marius
- 2025 : Le Petit Chaperon Rouge de et mis en scène Julien Gelas : La Gd Mère / Le Chasseur
- 2025 : Naïs de Marcel Pagnol, mise en scène Jean-Claude Baudracco : Frédéric Rostaing

## Doublage

### Cinéma

#### Films
- 2012 : At Any Price : Torgeson (Stephen Louis Grush)
- 2013 : Unforgiven : Unosuke Hotta (Takahiro Miura)
- 2014 : Before We Go : Cole (Elijah Moreland)
- 2014 : American Sniper : Mads (Jonathan Groff)
- 2014 : La Nuit au musée : Le Secret des Pharaons : la sentinelle romaine (Matty Finochio)
- 2015 : Mr. Right : Jeff (Ross Gallo)
- 2015 : Eye in the Sky : Tom Bellamy (Daniel Fox)
- 2015 : A War : Brian Brask (Phillip Sem-Dambæk)
- 2015 : Brooklyn : George Sheridan (Peter Campion)
- 2015 : Suburra : Spadino Anacleti (Giacomo Ferrara)
- 2015 : Insidious : Chapitre 3 : l'infirmier (Jacob Crawford)
- 2016 : Sully : Jeff Kolodjay (Sam Huntington)
- 2016 : Un traître idéal : Andrei (Marek Oravec)
- 2016 : Wolves at the Door : Steven (Lucas Adams)
- 2016 : The Darkness : Andrew Carter (Parker Mack)
- 2016 : Snowden : Gabriel Sol (Ben Schnetzer)
- 2017 : Table 19 : Huck (Thomas Cocquerel)
- 2017 : The Greatest Showman : Tom Pouce (Sam Humphrey (en))
- 2017 : Le Dernier Jour de ma vie : M. Daimler (Diego Boneta)
- 2017 : Sur le chemin de la rédemption : Michael (Philip Ettinger)
- 2018 : Dumplin' : Dale (Sam Pancake)
- 2018 : La Tribu : Juanjo (Julián López)
- 2018 : Gotti : Johnny Boy Ruggiero (Patrick Borriello)
- 2018 : Sierra Burgess Is a Loser : Jamey (Noah Centineo)
- 2018 : Super Troopers 2 : Mountie Bellefuille (Tyler Labine)
- 2018 : Le 15 h 17 pour Paris : Alek Skarlatos (lui-même)
- 2019 : Christmas Break-In : Nick Rush (Dawson Ehlke)
- 2019 : Dans les yeux d'Enzo : Denny Swift (Milo Ventimiglia)
- 2020 : Bad Boys for Life : Rafe (Charles Melton)

### Télévision

#### Téléfilms
- 2014 : Un Noël de princesse : Leo James / Prince Leopold (Stephen Hagan)
- 2015 : L'Ange de Noël : Owen Thomas (Marc Bendavid)
- 2015 : Le scandale des baby-sitters : Daniel (Doug Noble)
- 2016 : Le tueur de la nuit : Richard Ramirez jeune (Benjamin Barrett)
- 2017 : Le Ranch de Noël : Cody (Chris McNally)
- 2017 : J'espionne mon ex : Jens Keuerleber (Marc Benjamin)
- 2017 : Quand une fan va trop loin : James Douglas (Jake Epstein)
- 2018 : Les Fleurs du secret : Freddy (Brett Donahue)
- 2018 : Comment trouver l'amour à la Saint-Valentin ? : George (Josh Dean)
- 2018 : Petits meurtres et confidences : l'art du meurtre : Victor Bridgestone (Matthew J Dowden)
- 2018 : Un Noël de Blanche Neige : Hunter (Liam McNeill)
- 2018 : Une nuit fatale pour ma fille : Eric Reese (Rory Gibson)

#### Séries télévisées
- David Castañeda dans :
  - Jane the Virgin (2014-2015) : Nicholas (3 épisodes)
  - The Player (2015) : Listo Salvado (1 épisode)
- Michael Galante dans :
  - Bones (2016) : Travis Bozwell (1 épisode)
  - Switched (2017) : Luca Barahona (6 épisodes)
- Joe Adler dans :
  - Damnation (2017-2018) : DL Sullivan (10 épisodes)
  - American Crime Story (2018) : Jerome (2 épisodes)
- 2011-2018 : Blue Bloods : Salazar (Vincent Laresca) / Willie (Anthony Fazio) (3 épisodes)
- 2015 : Vampire Diaries : Ryan (Bryan Adrian) (1 épisode)
- 2015 : Battle Creek : Larry Duncan (Michael Beach) (1 épisode)
- 2015 : Les Mystères de Laura : Clay Bergman (Josiah Bania) (1 épisode)
- 2015 : Legends : Ifti Bulfati (Akshay Kumar) (3 épisodes)
- 2015-2016 : Les 100 : Otan (Mik Byskov) (3 épisodes)
- 2015-2016 : Derrière les barreaux : Hanbal Hamadi "El Egipcio" (Adryen Mehdi) (12 épisodes)
- 2015-2017 : Jane the Virgin : JD Guzman (Jorge Diaz) (5 épisodes)
- 2015-2019 : Sneaky Pete : Taylor Bowman (Shane McRae) (21 épisodes)
- 2016 : Divorce : Brian (Andrew Law) (1 épisode)
- 2016 : Roadies : Dionne (Andrew Lutheran) (1 épisode)
- 2016 : Private Eyes : Johnny (Anthony Grant) (1 épisode)
- 2016 : BrainDead : Oscar Foster (Bobby Moreno) (1 épisode)
- 2016 : Elementary : Mark Trenchman (Quincy Dunn-Baker) (1 épisode)
- 2016 : Les Mystères de Londres : Lachlan MacBride (Kevin Mains) (1 épisode)
- 2016 : Supergirl : Adam Foster (Blake Jenner) (2 épisodes)
- 2016 : Billions : Hlasa (Adam Wade McLaughlin) (2 épisodes)
- 2016 : No Tomorrow : Harrison (Behtash Fazlali) (2 épisodes)
- 2016 : Aquarius : Leonard (John Patrick Amedori) (2 épisodes)
- 2016 : The Girlfriend Experience : Craig (Kevin Claydon) (2 épisodes)
- 2016 : L'Arme fatale : Dylan Ashworth (Roberto Aguire) / Eddie Flores (Raul Casso) (2 épisodes)
- 2016 : NCIS : Enquêtes spéciales : Felix Kane (Abraham Amkpa) / Brad Darbenian (David Gunning) (2 épisodes)
- 2016 : Happy Valley : Daryl Garrs (Robert Emms) (3 épisodes)
- 2016 : Preacher : Clive (Alex Knight) (4 épisodes)
- 2016-2017 : Major Crimes : Miguel Montiel (Rene Moran) / Aiden Reed (Keegan Allen) (3 épisodes)
- 2016-2017 : Game of Thrones : Ned Stark jeune (Robert Aramayo) / Wyllis (Sam Coleman) (6 épisodes)
- 2016-2018 : Quantico : Will Olsen (Jay Armstrong Johnson) (17 épisodes)
- 2016-2018 : Designated Survivor : Chuck Russink (Jake Epstein) (28 épisodes)
- 2016-2019 : Shadowhunters : Samuel Blackwell (Jordan Hudyma) (6 épisodes), Sebastian Verlac / Jonathan Morgenstern  (Will Tudor) (11 épisodes), Jonathan Morgenstern (Luke Baines (en)) (12 épisodes)
- depuis 2016 : Riverdale : Reggie Mantle (Ross Butler / Charles Melton) (30 épisodes)
- 2017 : Wanted : Leonard (Nick Dunbar) (1 épisode)
- 2017 : Girls : Byron Long (Julian Leong) (1 épisode)
- 2017 : Bones : Matt Bogdan (Mike Erwin) (1 épisode)
- 2017 : The Magicians : Dryad (Grey Damon) (1 épisode)
- 2017 : The Crown : Lord Altrincham (John Heffernan) (1 épisode)
- 2017 : Pretty Little Liars : Jared Healy (Chris Gardner) (1 épisode)
- 2017 : House of Cards : Stephen Haines (Ken Barnett) (1 épisode)
- 2017 : NCIS : Los Angeles : Tom Rhee (Steven Allerick) (1 épisode)
- 2017 : Doubt : Affaires douteuses : Lester Wilson (Adam Chanler-Berat) (1 épisode)
- 2017 : Teen Wolf : Halwyn (Casey Deidrick) (3 épisodes)
- 2017 : 24: Legacy : Khasan Dudayev (Themo Melikidze) (4 épisodes)
- 2017 : The Last Kingdom : Roi Guthred (Thure Lindhardt) (4 épisodes)
- 2017 : Babylon Berlin : Rudi Malzig (Johann Jürgens) (4 épisodes)
- 2017 : Les Chroniques de Shannara : Edain (Matthew Arbuckle) (4 épisodes)
- 2017 : Berlin Station : Tim Terkel (Matthew Leonhart) (5 épisodes)
- 2017 : iZombie : Zack Stoll (Aidan Kahn) (8 épisodes)
- 2017-2018 : The Tick : Derek (Bryan Greenberg) (4 épisodes)
- 2017-2018 : Chicago Fire : Gil Scanlon (Taylor Anthony Miller) / Jake Cordova (Damon Dayoub) (5 épisodes)
- 2017-2018 : Suburra, la série : Spadino Anacleti (Giacomo Ferrara) (10 épisodes)
- 2018 : Taken : Vikram Desai (Vinny Chhibber) (1 épisode)
- 2018 : Deep State : le colonel Franklin (Michael Lindall) (1 épisode)
- 2018 : Black Lightning : Kam Yuen (Matt Mercurio) (2 épisodes)
- 2018 : Claws : Clint (Michael Drayer) (3 épisodes)
- 2018 : Pique-nique à Hanging Rock : Tom (Mark Coles Smith) (6 épisodes)
- 2018-2019 : Vida : George (Alex Klein) (2 épisodes)
- 2018-2019 : Sweetbitter : Will (Evan Jonigkeit) (6 épisodes)
- depuis 2018 : New Amsterdam : Dr Ed Nottingham (Christopher Cassarino) (8 épisodes)
- depuis 2018 : Legacies : Jed (Ben Levin) (13 épisodes)
- 2019 : Too Old to Die Young : Martin Jones (Miles Teller) (10 épisodes)
- 2019 : Trinkets :  Luka Novak (Henry Zaga) (10 épisodes)
- 2019 : The Witcher : Sir Lazlo (Maciej Musiał) (saison 1)

#### Séries d'animation
- 2018 : Sword Gai: The Animation : Dr Kagatsuka
- depuis 2018 : Le Prince des dragons : Soren
- 2020 : Dino Girl Gauko : Keisuke Saito, Papa